# 塚原卜傳

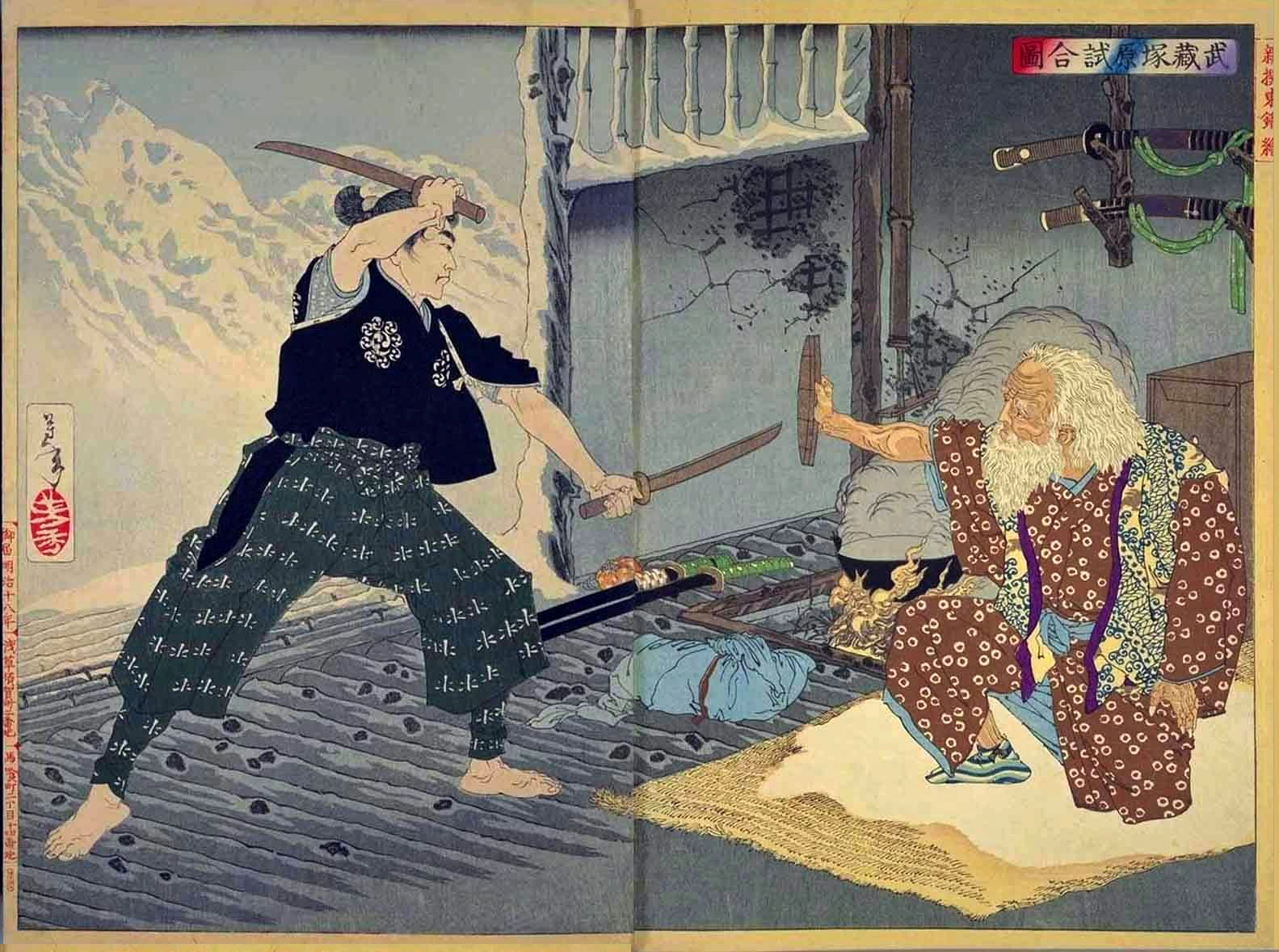
塚原卜傳決戰宮本武藏的浮世繪

塚原卜傳，又名塚原高幹（延德元年於元龜二年二月十一日（舊曆），即1489年—1571年3月6日），幼名吉川朝孝，是日本戰國時代有名的劍術家，被日本眾多講談塑造為劍聖。其流派為從生父習得的鹿島神流和從養父習得的天真正傳香取神道流，並同時被尊奉為新當流（鹿島新當流）的開山祖師。

## 姓名
名高幹。通称新右衛門、另有土佐守、土佐入道之稱。號卜傳、亦有寫成朴傳者。

## 經歷
他是鹿島神宮的神官住持卜部覺賢（吉川覺賢）之子，出生在常陸(現今茨城縣)的鹿島。幼名朝孝。之後成為塚原安幹的養子。
從其生父那習得鹿島古流（鹿島中古流）、養父之處習得天真正傳香取神道流。此外又向松本備前守習得奧義-秘技「一之太刀」，此招式是以全身之力將對手一擊必殺的劍技（亦有卜傳自創招式的說法）。之後至各國旅遊修行、磨練劍術。一生經歷三十七次合戰、殺敵數二百一十二人、十九次真劍比試、而從未受過一次傷。其中最有名的是在川越城與梶原長門以真劍對決。由於劍法高超，幾乎未逢敵手，人稱劍聖。
為『香取神道流』的第一代宗家師範，門下弟子眾多，當中也不乏極具名氣者，如北畠具教、竹中半兵衛等，都曾向其學習過劍術。
弟子有諸岡一羽、真壁氏幹、齋藤勝秀等有名劍客。此外他還是征夷大將軍足利義輝和駿河國主今川氏真、伊勢國主北畠具教的劍術教練。足利義輝曾被傳授秘技「一之太刀」。
塚原是戰國時代相當有名的劍術家，大約在西元1545到1555年，是他的全盛期。
大約在西元1560~1570年的這段時間，長野家的上泉信綱也打響了名號。在信綱從長野家引退醉心於劍道後，信綱也走到了劍術的最巔峰，自創"新陰流"，成為第一代的宗家師範。信綱的門下弟子有名者諸如丸目長惠、柳生宗嚴等等，人們也在此時稱信綱為新一代的劍聖。
后世有許多劍道家，都为這兩位劍聖未能對決而感到遗憾。當信綱被人們稱做劍聖的時候，塚原的年紀已經大約70左右，雖然身體仍舊健朗，但是畢竟年歲相差太多，這場夢幻的對決，只能夠留給人們去想像了，但是在日本人普遍的印象中，大多認為塚原卜傳的实战经验更为丰富，而上泉信綱则是技艺与境界略勝一籌。
塚原於西元1571年逝世，享年八十二歲。

## 延伸閱讀
- 綿谷雪. . 秋田書店. 1990年4月16日. ISBN 978-4-253-00402-2.